# Shampoo (film)
Shampoo  è un film del 1975 diretto da Hal Ashby. Ha come protagonisti Warren Beatty, Julie Christie e Goldie Hawn mentre tra gli altri interpreti vi sono Lee Grant, Jack Warden, Tony Bill e, nella sua prima apparizione cinematografica, Carrie Fisher.

## Trama
Los Angeles 1968 - George è un parrucchiere di Beverly Hills. L'uomo ha molto successo sul lavoro che con le donne, intrattenendo ben tre relazioni con altrettante donne differenti: la giovane Jill, con cui sostanzialmente convive e che è ignara di tutte le scappatelle, l'avvenente Jackie Shawn, e la matura Felicia Carp. Queste ultime due sono, oltre sue clienti, rispettivamente amante e moglie del miliardario Lester Carp. I guai cominciano quando George, per una serie di circostanze fortuite, si ritrova a una festa con Jackie, Jill ed i coniugi Carp. Qui viene sorpreso in atteggiamento intimo con Jackie, da Jill e da Lester. Dopo aver rotto con Jill e constatato il totale disinteresse per Felicia e le altre donne verso cui prova solo un interesse carnale, George si dichiara a Jackie, di cui si scopre innamorato. Ma è troppo tardi. Lei si è già promessa a Lester, che nel frattempo ha lasciato la moglie. Ferito, a George non rimane che abbandonarsi in lacrime.

## Curiosità
Il film circolò nelle sale italiane con il divieto ai minori.
Warren Beatty basò in parte il suo personaggio sul noto e sfortunato parrucchiere di Hollywood Jay Sebring, suo grande amico e che rimase ucciso la notte dell'8 agosto 1969 nel massacro di Bel Air ad opera della setta di Charles Manson.

## Riconoscimenti
- 1976 - Premio Oscar
  - Miglior attrice non protagonista a Lee Grant
  - Nomination Miglior attore non protagonista a Jack Warden
  - Nomination Migliore sceneggiatura originale a Warren Beatty e Robert Towne
  - Nomination Migliore scenografia a Richard Sylbert, W. Stewart Campbell e George Gaines
- 1976 - Golden Globe
  - Nomination Miglior film commedia o musicale
  - Nomination Miglior attore in un film commedia o musicale a Warren Beatty
  - Nomination Miglior attrice in un film commedia o musicale a Goldie Hawn
  - Nomination Miglior attrice in un film commedia o musicale a Julie Christie
  - Nomination Miglior attrice non protagonista a Lee Grant
- 1976 - Premio BAFTA
  - Nomination Miglior attore non protagonista a Jack Warden

Nel 2000 l'American Film Institute ha inserito il film al 47º posto della classifica delle cento migliori commedie americane di tutti i tempi.